# Cao nguyên Nà Sản
Cao nguyên Nà Sản hay còn có tên gọi cao nguyên Sơn La là một trong hai cao nguyên ở tỉnh Sơn La, cao nguyên còn lại là cao nguyên Mộc Châu. Cao nguyên Nà Sản có diện tích khoảng hơn 20km² thuộc các xã Chiềng Mung, Hát Lót, Chiềng Mai, Mường Bon (Mai Sơn)

## Đặc điểm
Cao nguyên nằm theo hướng tây bắc-đông nam, độ cao trung bình 800 m, địa hình tương đối bằng phẳng, đồi núi thấp, khí hậu, đất đai màu mỡ, có vị trí chiến lược cho việc phát triển kinh tế, giao thông và quốc phòng. Phát huy truyền thống cách mạng, đồng bào các dân tộc nơi đây luôn ra sức thi đua lao động sản xuất, xây dựng cao nguyên thành vùng kinh tế quan trọng của tỉnh.

## Vị trí
Phía đông bắc là sông Đà, phía đông nam là cao nguyên Mộc Châu, phía tây nam là sông Mã và phía bắc là cao nguyên Sín Chải, ngăn cách qua đèo Pha Đin.